# Ostrowite Cukrownia
Ostrowite Cukrownia – nieczynna stacja kolejowa położona w Ostrowitem, w gminie Brzuze, w powiecie rypińskim.